# Anna Sågvall Hein
Anna Helena Sågvall Hein, född 3 juli 1941 i Åtvids församling, Östergötlands län, är en svensk professor i datorlingvistik vid Uppsala universitet sedan 1990, dekanus vid språkvetenskapliga fakulteten sedan 2002.